# Stefan I (patriarcha Konstantynopola)
Stefan I, gr. Στέφανος Α΄ (ur. w listopadzie 867 w Konstantynopolu, zm. 18 maja 893) – ekumeniczny patriarcha Konstantynopola w latach 886–893. 

## Życiorys
Stefan był synem Eudokii Ingeriny oraz – według wersji oficjalnej – cesarza Bazylego Macedończyka, jednak jego poczęcie miało miejsce w czasie, gdy Eudokia była metresą cesarza Michała III. Istnieje zatem podejrzenie, że podobnie jak jego starszy brat, cesarz Leon VI Filozof, Stefan mógł być synem Michała. Stefan został wykastrowany na rozkaz Bazylego I, co zamknęło przed nim karierę polityczną. Został natomiast mnichem. 
Po objęciu rządów w 886 r. Leon VI dążył do osłabienia patriarchatu jako konkurencyjnego ośrodka władzy oraz do podporządkowanie go sobie. Ponieważ urzędujący patriarcha Focjusz cieszył się ogromnym prestiżem i mógł stanowić dla cesarza zagrożenie, ten wymógł jego ustąpienie, a na jego miejsce wprowadził własnego brata, który w momencie wyboru na urząd patriarchy miał zaledwie dziewiętnaście lat. Cesarz zyskiwał w ten sposób możliwość kontrolowania urzędu patriarchy oraz ograniczał do minimum możliwe spory między dwoma ośrodkami władzy. Intronizacja Stefana odbyła się w wigilię Bożego Narodzenia 886 r. Podczas uroczystości Leon VI wygłosił homilię, w której przypomniał zebranym o prawie cesarza do wynoszenia na godność patriarchy. 
Stefan zdobył sobie wśród prostego ludu uznanie za swą pobożność, ascetyczne życie oraz opiekę nad najuboższymi, jednak jako patriarcha stał w cieniu swego brata. Niewiele wiadomo o jego działalności politycznej.
Zmarł w maju 893 r. Kościół prawosławny wspomina jego imię 17 maja.